# Együtt kezdtük
Az Együtt kezdtük 2022-ben bemutatott magyar generációs filmvígjáték. A FOMO – Megosztod, és uralkodsz forgatókönyvírója, Kerékgyártó Yvonne második játékfilmrendezése.

## Cselekmény
|  | Alább a cselekmény részletei következnek! |

A történet 2011-ben kezdődik, amikor egy végzős osztály tagjai (akik az iskolai kosárlabdacsapatban is játszottak) az érettségi bankettjükön ünnepelnek. A banketten ott van az edzőjük, Jani bá is, akinek a lánya, Juli is az osztályba jár, és akinek a cipőjét Renátó, Juli fiúja részegen lehányja. Benett és Nóri ezen az estén jönnek össze, Ádi, az osztály vagánya pedig végül Gigivel tölti az estét. Ádi legjobb barátja Marci, akinek a nagyapjának badacsonyi szőlőbirtoka van, és reménytelenül szerelmes Franciskába. Nagyapja javaslatára egy üveg borral próbál udvarolni, amit a lány után nevezett el, és amit a születésnapján szüreteltek - sikertelenül, mert Franciskát telefonon felhívja valaki és inkább odamegy, de a bort is elviszi magával.
Tíz évvel később a Londonban egy bárban pultos Marci meghívót kap Renátó és Juli esküvőjére, ahogy a baráti társaság többi tagja is. Marci, akinek az előző évben meghalt a nagyapja, szégyelli bevallani, hogy pultos, ezért inkább klubtulajdonosnak nevezi magát. A társaság a badacsonytomaji Óbester Panzióba megy, ahol a lagzit tartják majd. Renátóban rengeteg a feszültség, mert Jani bá állandóan lekezelően bánik vele, és ez kihat Julival való kapcsolatára is. Juli ráadásul megtudja, hogy terhes, de egyelőre úgy dönt, hogy eltitkolja - Geri, aki orvosként ügyel a nőgyógyászaton, mégis tudomást szerez róla. Benett és Nóri együtt vannak, Benett elmondja barátainak, hogy már többször próbálta megkérni a lány kezét, de sosem volt megfelelő az alkalom, ráadásul Nóri minden kis apróság miatt csúnyán beszél vele. Ádi titkolja a barátai előtt, de kábítószerezik, és valamiért kerüli Gigi társaságát, aki pedig arról beszél, hogy különféle egyéjszakás kapcsolatai vannak. Végül Franciska is megérkezik, akibe Marci még mindig szerelmes, de nem tehet semmit, mert a lány egy James nevű angol férfival érkezett.
A lagziban Marci szeretne közel kerülni Franciskához, ezért Ádiék úgy döntenek, hogy leitatják Jamest. Mégsem jár sikerrel, mert a lány visszautasítja őt. Ekkor Csillag Zsófi a hely vagány pincérnője az, aki rámozdul Marcira - fel is mennek a szobájába, de nem történik semmi, mert Marci elalszik. Franciska mindenesetre meglátja ezt, és szomorúan nyugtázza. Jani bá egrecíroztatása miatt Renátó kicsit többet iszik a kelleténél, és dühödten fakad ki Julira az esküvő miatt, amivel megbántja újdonsült feleségét. Ádi, aki a sport iránti közös szenvedélyük miatt jóban van Jani bával, megcsókolja Julit.
Másnap a társaság még mindig az előző esti események hatása alatt józanodik. Kitalálják, hogy elmennek vitorlázni - Franciska is velük tart, aki magára hagyja a másnapos James-t. Benett fürdőzés közben szeretné megkérni Nóri kezét, de a lány megint vitatkozni kezd vele. Marci mintegy mellékesen megjegyzi, hogy a közelben van a nagyapja szőlője, amit megörökölt tőle, ezért odamennek. A pincében több palack Franciska fantázianevű bort is találnak, több évre visszamenőleg. Franciska ekkor jön rá, hogy Marci nem csak kitalálta az érettségi banketten a történetet a borral kapcsolatosan, hanem tényleg szereti őt - de Marci is bevallja, hogy csak egy pultos Londonban. Visszatérve a panzióba Benett panaszkodni kezd Nóri viselkedése miatt, és nem tudja eldönteni, hogy együtt maradjanak-e vagy inkább hagyja el őt. James rettenetesen dühös Franciskára, amiért egyedül hagyta őt egész nap. Gigit telefonon hívják, ezért otthagyja a társaságot - kiderül, hogy van egy kislánya, méghozzá Áditól, akit azonban egyedül nevel, mert Ádi nem hajlandó elismerni a sajátjaként. Ádi egész hétvégén folyamatosan cukkolja Gerit, aki ezt egy idő után megelégeli, és úgy dönt, hazamegy. Jani bá meglátja ezt, és Renátót kezdi el szidni, hogy ez is miatta van. Renátó, először az életben, a sarkára áll és nekiesik az apósának, ekkor Juli bevallja, hogy terhes, és hogy Ádi előző este megcsókolta. Renátó feldühödten támad Ádira, akit leüt. Ádi, aki a szenvedélybetegségei miatt gyenge szívű, összeesik. Újra kell éleszteni, és végül Geri lesz az, aki segít rajta. Ádit elviszi a mentő, Gigi pedig vele megy.
Felépülése után Ádi végre hajlandó kibékülni Gigivel és meglátogatni a gyerekét. Amikor az esetet követően Nóri továbbra is apróságok miatt szidalmazza Benettet, miközben a barátjuk majdnem meghalt, ezért végül döntést hoz, és szakít a lánnyal. Jani bá is megbékül a helyzettel, és boldogan vásárolja születendő unokájának a babaholmikat. Marci úgy dönt, hogy bár lenne rá vevő, nem adja el a nagyapjától örökölt szőlőt, hanem inkább feladja londoni munkáját, és felújítja a pincét, minden idejét a borászkodásnak szentelve. Egy évvel később a szüretelésben segítenek neki barátai is. A Franciska nevű bora egy londoni magyar üzlet kirakatába is kikerül, ahol Franciska is meglátja azt, és ennek hatására végül úgy dönt, hogy elmegy Marcihoz és ad neki egy esélyt.

## Szereplők
| Színész             | Szereplő                |
| ------------------- | ----------------------- |
| Jakab Balázs        | Marci                   |
| Mosolygó Sára       | Franciska               |
| Kövesi Zsombor      | Ádi                     |
| Kanyó Kata          | Gigi                    |
| Lelkes Botond       | Benett                  |
| Koós Boglárka       | Nóri                    |
| Nagy Márk           | Renátó                  |
| Mészöly Anna        | Juli                    |
| Hrisztov Toma       | Deák Geri               |
| Joe Weintraub       | James                   |
| Mucsi Zoltán        | Jani bá, Juli apja      |
| Szabó Simon         | Esküvői fotós           |
| Pálmai Anna         | Csillag Zsófi           |
| Kerekes Éva         | Marci édesanyja         |
| Jordán Tamás        | Nagypapa                |
| Zsurzs Kati         | Gigi anyja              |
| Péterfy Bori        | Osztályfőnök            |
| Szacsvay László     | Nőgyógyász              |
| Simon Zoltán        | Renátó bátyja           |
| Moldvai Kiss Andrea | Juli anyja              |
| Márkus Luca         | Renátó sógornője        |
| Sághy Tamás         | Feri bácsi, Renátó apja |
| Tóth Róza           | Gigi kislánya           |
| László Gáspár       | Gigi öltönyös pasija    |
| Dóka Tamás          | Öreg pincér             |
| Czár Péter          | Pap                     |

Archív felvételeken szerepel a filmben Kern András és Bujtor István.

## Filmzene
A filmhez a főcímdalt Felcser Máté és Járai Márk szerezte. Az Együtt kezdtük című dalt Lábas Viki és a szerző, Járai Márk énekli. A dal hamar sikeressé vált.

## Nézettség, bevétel
A nézettségi adatok szerint 45 447 jegyet adtak el rá, és ezzel az eredménnyel mintegy 71 701 599 Ft bevételt termelt a jegypénztáraknál.

## Díjai
- Magyar Mozgókép Díj 2023
  - Legjobb hangmérnök – Tőzsér Attila